# ICab
iCab es un navegador web privativo para Mac OS y Mac OS X desarrollado en Alemania por Alexander Clauss.
Actualmente se ofrece servicio técnico para tres versiones de iCab: iCab 2 para procesadores de la línea Motorola 68000 (68k); iCab 2 para Mac OS clásico, que se ejecuta en procesadores PowerPC; e iCab 3 basado en Carbon para Mac OS X. iCab es uno de los pocos navegadores que todavía se desarrollan para Mac OS 9 y versiones anteriores, y el único para sistemas 68k que ofrece navegación por pestañas.
Aunque todas estas versiones se encuentran disponibles para descarga de manera gratuita, sólo funcionan por un periodo aproximado superior al año; iCab requiere instalar la última versión disponible para continuar funcionando luego de esa fecha. Por otro lado, iCab 3, aunque también está disponible de manera gratuita, restringe el uso de ciertas características como el modo de pantalla completa y filtro de contenidos a usuarios que hayan pagado por una licencia de software.
El motor de renderizado propietario de iCab es generalmente criticado por no tener soporte para CSS ni DOM, dificultando el trabajo de realizar sitios modernos para este navegador. Sin embargo, la primera beta pública de iCab 3 liberada en mayo de 2005 presentó mejoras significativas en este campo, como soporte para CSS2, aunque sólo está disponible para 68k. iCab 3 también tiene soporte para Unicode, usando AITSU en lugar del antiguo WorldScript; ésta es la razón por la que se requiere Mac OS 8.5 o superiores.

## Características
Una característica distintiva de iCab es el iCab-Smiley. Dependiendo de si el código HTML del sitio web visitado en ese momento es válido o no, la cara se mostrará alegre y sonriendo o triste. Haciendo clic sobre el smiley se muestran una lista con los errores de la página, aunque si se realizar el clic sosteniendo además la tecla shift se activa un huevo de Pascua. Esta característica apareció antes en el navegador web Crystal Atari Browser, un desarrollo anterior del mismo autor para computadoras compatibles con Atari TOS.
Otras prestaciones incluidas en iCab:
- Navegación por pestañas.
- Compatibilidad para Javascript (usando su propio motor llamado Inscript) y CSS2.
- Funcionalidad RSS.
- Traducido a diversos idiomas (incluido el español).
- Filtrado: El organizador de filtros permite un filtrado avanzado de imágenes, plugins, Javascript y cookies basada en reglas que permiten el uso de comodines.
- Modo de pantalla completa.
- Gestor de descargas: Permite al usuario iniciar, detener y continuar descargas además de mantener un historial de descargas; también permite descargar y guardar una página entera y también un sitio entero.
- Permite descargar y guardar páginas en el formato de compresión ZIP, incluyendo el contenido del documento junto con sus imágenes.
- iCab 3 supera la prueba Acid2, siendo el tercer navegador web en lograrlo.
- El historial de navegación puede ordenarse según el título del documento, la fecha de último acceso o el URL.
- Un mecanismo de favoritos que busca actualizaciones de los documentos marcados, tanto manual como automáticamente.
- La posibilidad de recargar solo una imagen del documento sin recargar el documento en su totalidad.
- Permite desactivar GIF animados y sonidos incrustados.
- Camuflarse completamente como otro navegador.